# Eremiti della Beata Vergine del Monte Carmelo

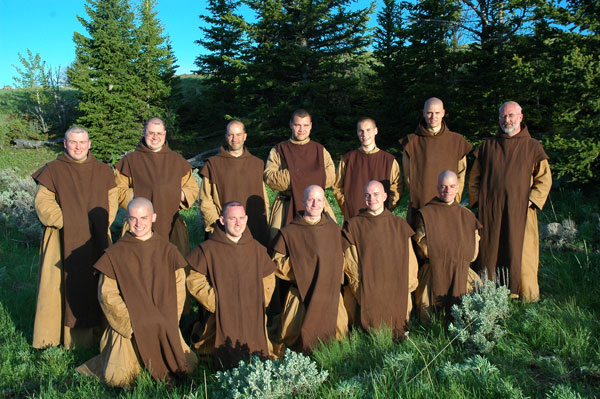
L'Eremiti della Beata Vergine del Monte Carmelo

Gli Eremiti della Beata Vergine del Monte Carmelo (in latino: Eremitarum Beatissimae Virginis Mariae de Monte Carmelo, acronimo: E.Carm.) costituiscono le comunità eremiti cattoliche dei Carmelitani dell'Antica Osservanza. I carmelitani osservanti o calzati appartengono agli ordini mendicanti. Sono, cioè, uomini che professano i voti di povertà, castità, obbedienza, vivono in comunità e si dedicano a varie forme di apostolato. I carmelitani, però, si rifanno all'originaria comunità di eremiti cristiani, che si riunì sul Monte Carmelo in Palestina, sull'esempio del profeta Elia e che ricevettero una regola da parte di sant'Alberto di Gerusalemme.
Nel XIII secolo, sull'esempio dei domenicani e dei francescani, i carmelitani abbandonarono la vita eremitico-contemplativa per dedicarsi all'apostolato.
Negli anni '80 del XX secolo, però, alcuni frati carmelitani osservanti hanno voluto dare vita a comunità che rivivessero l'originaria vita eremitico-contemplativa. Sono nate, così, due comunità di "eremiti carmelitani" negli Stati Uniti d'America (Lake Elmo e Christoval), sotto la diretta supervisione del Priore generale dei carmelitani osservanti. Sempre sotto la supervisione del priore generale, vi è anche un eremo a Villefranche de Rouergue (Francia), abitato da un solo eremita. A questi si aggiungono gli eremi posti sotto la supervisione di alcune provincie: Eremo Monte Carmelo (Florence, USA); Eremitaggio Carmelitanto (Sedaeng, Indonesia); Eremo Madonna del Granato (Capaccio, Italia); Eremitaggio di Hornachuelos (Cordova, Spagna). Abitati da uno o due eremiti.

## Vita eremitica
Le due comunità statunitensi conducono una vita esclusivamente contemplativa, dedita unicamente alla preghiera individuale e comunitaria, allo studio della Bibbia, al lavoro manuale. La struttura dei conventi degli eremiti carmelitani è sostanzialmente quella dei cenobi o delle lavre, molto simili a quelle dei camaldolesi o dei certosini. Ogni eremita, infatti, abita una cella dotata di camera da letto, bagno, studio, angolo per la preghiera e possibilmente orto. Al centro tra le varie celle è posta la cappella o chiesa. Di solito l'eremita pranza da solo. I momenti comunitari sono soprattutto quelli liturgici, in particolare la messa. I carmelitani di Lake Elmo hanno riscoperto anche l'antico rito carmelitano, detto Rito del Santo Sepolcro, ed hanno ricevuto l'autorizzazione e dal Priore generale di usarne alcune funzioni, anche se ne hanno tradotti i testi in inglese.